# Trois principes du peuple

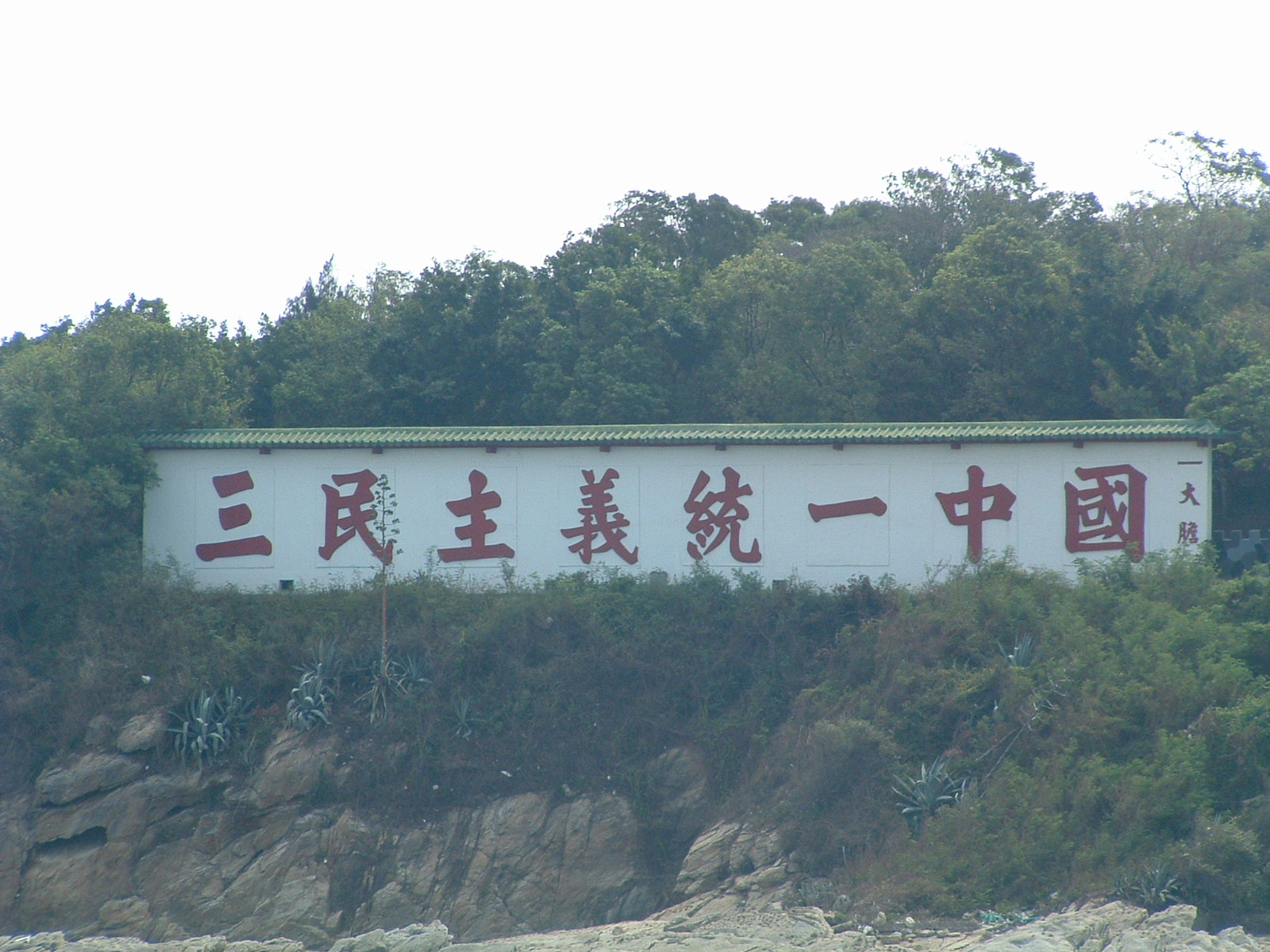
Étant donné que les deux gouvernements chinois utilisent les trois mêmes principes mais les interprètent différemment, le gouvernement de la république de Chine a placé sur Kinmen cette pancarte disant : Les trois principes du peuple unissent la Chine.

Les trois principes du peuple (chinois simplifié : 三民主义 ; chinois traditionnel : 三民主義 ; pinyin : Sān Mín Zhǔyì ; EFEO San min tchou yi), aussi appelés triple démisme, tels que formulés par Sun Yat-sen, sont les principes de démocratie libérale, de nationalisme et de justice sociale.
Élaborés dès 1912, ces trois principes ont été exposés par Sun Yat-sen lors de nombreuses conférences publiques dans les années 1920. Ils sont le fruit de réflexions que Sun avait l'intention de publier sous la forme d'un ouvrage, mais le manuscrit en a été détruit lors d'un incendie en 1921. Le premier principe, le nationalisme, est conçu comme l'union au sein d'un même État des cinq nationalités chinoise, mongole, tibétaine, tartare et mandchoue, dans le but d'élever la Chine au rang de grande puissance. Selon le second principe, la démocratie est conçue sous la forme d'une République dirigée par des « pré-voyants », à l'image du directeur d'une usine, lesquels ont certains pouvoirs, tandis que le peuple dispose d'un certain nombre de droits. Le troisième principe (Min Sheng, littéralement « Vie du peuple ») est une sorte de socialisme, probablement influencé par les premiers groupes socialistes japonais, au contenu flou. Sun Yat-sen s'était aussi inspiré des 3 principes dans d'autres pays dont les États-Unis, mais qui voyaient les 3 principes différemment.
San Min Chu-i, l'hymne national taïwanais explique comment la vue et l'espoir d'une nouvelle nation et son peuple peuvent et doivent être atteints et maintenus à l'aide des Trois principes du peuple.

## Origines

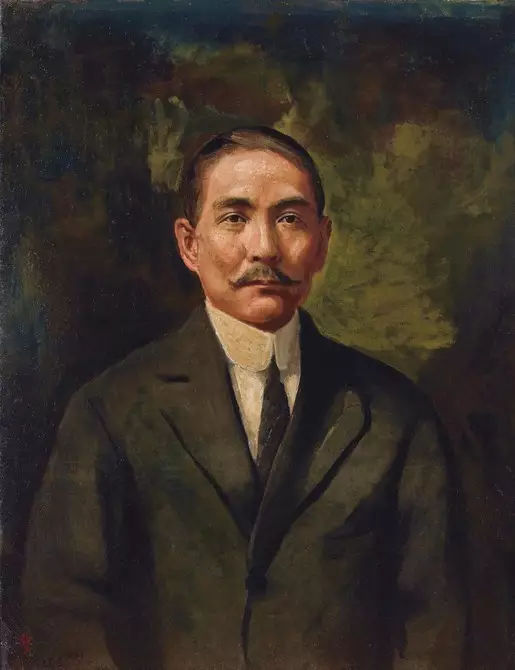
Portrait du docteur Sun-Yat-Sen par Li Tiefu (1921)

Lors de la création de la Société pour le Renouveau de la Chine en 1894, Sun n'avait que deux principes : le nationalisme et la démocratie. Il adopta la troisième idée, le bien-être, lors de son voyage de trois ans en Europe, de 1896 à 1898. Il annonça ces trois idées au printemps 1905, lors d'un autre voyage en Europe. Sun prononça à Bruxelles le premier discours de sa vie sur les « Trois Principes du Peuple ». Il put ainsi organiser la Société pour le Renouveau de la Chine dans de nombreuses villes européennes. La section bruxelloise comptait alors une trentaine de membres, une vingtaine à Berlin et une dizaine à Paris. Après la création du Tongmenghui, Sun publia un éditorial dans Min Bao (民報). C'était la première fois que ces idées étaient exprimées par écrit. Plus tard, dans le numéro anniversaire de Min Bao, son long discours sur les Trois Principes fut publié, et les rédacteurs du journal abordèrent la question des moyens de subsistance de la population.
L'idéologie serait fortement influencée par l'expérience de Sun aux États-Unis et intègre des éléments du mouvement progressiste américain et de la pensée défendue par Abraham Lincoln. Sun a cité une phrase du discours de Gettysburg de Lincoln : « Le gouvernement du peuple, par le peuple, pour le peuple », comme source d'inspiration pour les Trois Principes. Les Trois Principes du peuple de Sun sont interconnectés et constituent le fil conducteur de la modernisation de la Chine, telle qu'elle a été développée par Hu Hanmin.

## Principes

### Mínzúou Nationalisme
Parce que « Mínzú » ou « Peuple » désigne une nation plutôt qu'un groupe de personnes unies par un objectif, le « Principe de Mínzú » (chinois : 民族主義 ; pinyin : Mínzú Zhǔyì) est communément traduit par « nationalisme ».

#### Indépendance nationale
Sun considérait la nation chinoise comme menacée d'anéantissement par les puissances impérialistes. Pour inverser la trajectoire de ce déclin, la Chine devait devenir indépendante, tant sur le plan interne qu'externe.
Sur le plan interne, l'indépendance nationale signifiait l'indépendance vis-à-vis des Mandchous Qing qui ont gouverné la Chine pendant des siècles. Sun considérait le peuple chinois Han comme un peuple sans nation propre et s'efforçait donc de mener une révolution nationale contre les autorités Qing.
Sur le plan externe, l'indépendance nationale signifiait l'indépendance vis-à-vis des puissances étrangères impérialistes. Sun considérait la Chine comme menacée par l'impérialisme de trois manières : l'oppression économique, l'agression politique et la faible croissance démographique. Sur le plan économique, Sun défendait une position mercantiliste selon laquelle la Chine était exploitée par des échanges commerciaux et des tarifs douaniers déséquilibrés. Sur le plan politique, il attribuait son déclin aux traités inégaux signés par la Chine. Sun envisageait une Chine future forte, capable de combattre les impérialistes et de se positionner sur le même plan que les puissances occidentales.

#### Cinq races sous une même union
Bien que Sun ait initialement cru en une forme de nationalisme Han pour s'opposer au règne de la dynastie Qing, il a ensuite adhéré à l'idée nationaliste multiethnique de Liang Qichao d'une nation chinoise unifiée. Pour parvenir à « l'indépendance nationale », Sun estimait que la Chine devait d'abord développer un « nationalisme chinois », le Zhonghua Minzu, par opposition à un nationalisme monoethnique. Sun a élaboré le principe des « Cinq races sous une même union » pour unir les cinq principaux groupes ethniques de Chine – les Han, les Mongols, les Tibétains, les Mandchous et les musulmans (comme les Ouïghours) – au sein d'une seule « nation chinoise ». Ce principe est symbolisé par le drapeau à cinq couleurs de la Première République de Chine (1911-1928). Il était convaincu que la Chine devait développer une « conscience nationale » afin d'unifier le peuple chinois face à l'agression impérialiste. Il soutenait que le « minzu », que l'on peut traduire par « peuple », « nationalité » ou « race », se définissait par le partage du sang, des moyens de subsistance, de la religion, de la langue et des coutumes. Sun croyait également en une forme d'interculturalisme qui assimilait les minorités ethniques à la culture dominante Han par un processus de naturalisation, plutôt que par la force brute.

#### Conservatisme culturel
Les Trois Principes du Peuple étaient en partie liés au conservatisme culturel (文化保守主義) pour défendre les vertus de la culture chinoise face à l'impérialisme occidental, tout en intégrant certains éléments modernes. Sun Yat-sen défendait le socialisme, mais se distanciait du marxisme dogmatique. Il critiquait l'obsession des jeunes pour le marxisme occidental et constatait que des idées similaires se retrouvaient dans les classiques chinois. Sun Yat-sen embrassait également le modernisme, tout en soulignant les aspects positifs de la tradition chinoise.

### Mínquánou Droits de Gouvernance
La définition de la « démocratie » (chinois : 民權主義 ; pinyin : Mínquán Zhǔyì ; littéralement : « Principe des droits du peuple ») dans les Trois Principes du Peuple diffère de la vision occidentale typique de la démocratie, car elle repose sur l'interprétation de la volonté générale par Liang, qui privilégie le pouvoir du groupe sur les libertés individuelles.  Sun considérait la société traditionnelle chinoise comme trop individualiste et affirmait que la liberté individuelle devait être brisée afin que le peuple chinois puisse s'unir, reprenant la métaphore de l'ajout de ciment au sable.

#### Quatre Droits du Peuple
Le pouvoir politique (chinois : 政權 ; pinyin : zhèngquán) désigne le pouvoir du peuple d'exprimer ses souhaits politiques et de contrôler les agents administratifs, à l'instar de celui dont jouissent les citoyens. Il est représenté par l'Assemblée nationale, contrairement aux parlements d'autres pays. Le pouvoir du peuple est garanti par quatre droits constitutionnels : le droit d'élection (選舉), le droit de révocation (罷免), le droit d'initiative (創制) et le droit de référendum (複決). Ces droits peuvent être assimilés aux « droits civils ».

#### Constitution des cinq pouvoirs
Le pouvoir de gouvernance (chinois : 治權 ; pinyin : zhìquán) désigne les pouvoirs de l'administration pour gouverner le peuple. Il a critiqué le gouvernement démocratique traditionnel à trois pouvoirs, qui accordait trop de pouvoirs au pouvoir législatif. Il a élargi et remanié le gouvernement à trois branches euro-américain et le système de freins et contrepoids en incorporant les systèmes administratifs traditionnels chinois pour créer un gouvernement à cinq branches (chacune d'elles étant appelée Yuan (chinois : 院 ; pinyin : yuàn ; lit. « cour »)) dans un système connu sous le nom de Constitution des cinq pouvoirs. L'État est divisé en cinq « Yuan » : le Yuan législatif, le Yuan exécutif et le Yuan judiciaire proviennent de la pensée montesquieuenne ; le Yuan de contrôle et le Yuan d'examen proviennent de la tradition chinoise. (Notez que le Yuan législatif était à l'origine conçu comme une branche de gouvernance, et non strictement équivalent à un parlement national.)

### Mínshēngou droits sociaux
Le principe de Mínshēng (chinois : 民生主義 ; pinyin : Mínshēng Zhǔyì ; littéralement : « Principe du bien-être/des moyens de subsistance du peuple ») est parfois traduit par « [Principe du] gouvernement pour le peuple » ou « socialisme ». Ce concept peut être compris comme une forme de bien-être social et comme une critique directe des insuffisances du capitalisme déréglementé. Il a divisé les moyens de subsistance en quatre domaines : l’habillement, l’alimentation, le logement et la mobilité ; et a planifié la manière dont un gouvernement (chinois) idéal pourrait les assurer pour son peuple.

#### Égalisation des droits fonciers
Sun a été influencé par le penseur américain Henry George et a voulu introduire une réforme fiscale georgiste. L'impôt foncier à Taïwan en est un héritage. Sun a déclaré que « [l'impôt foncier], seul moyen de soutenir le gouvernement, est un impôt infiniment juste, raisonnable et équitablement réparti, et c'est sur lui que nous fonderons notre nouveau système. »
Sun a proposé un système de réforme agraire appelé « péréquation des droits fonciers », qui implique la mise en œuvre de quatre lois : la réglementation du prix des terrains, par laquelle chaque propriétaire déclare la valeur de son bien sans aménagement ; la taxation foncière, par laquelle un impôt foncier est appliqué à tous les biens fonciers ; l'achat de terrains, par lequel le gouvernement peut acquérir des terrains pour un usage public par expropriation ; et le principe du « profit appartient au public », par lequel un impôt de 100 % est prélevé sur tous les bénéfices tirés de la vente de terrains (sans aménagement). Selon Sun, l'existence d'un système d'achat et de taxation foncière garantit que les propriétaires ne surdéclareront ni la valeur de leurs terrains (ce qui entraînerait une imposition foncière élevée) ni la sous-déclareront (ce qui conduirait à une acquisition à bas prix pour expropriation).
Cependant, le Kuomintang n’a pas réussi à réaliser la réforme agraire envisagée par Sun en Chine continentale et n’a réussi qu’à Taiwan.

## Canon
L'exposé le plus précis (canonique) de ces principes est un livre compilé à partir de notes de discours prononcés par Sun près de Canton (prises par un collègue, Huang Changgu, en consultation avec Sun). Il est donc sujet à interprétation par divers partis et groupes d'intérêt et n'a peut-être pas été aussi pleinement explicité que Sun l'aurait souhaité. En effet, Tchang Kaï-chek a fourni une annexe au Principe de Mínshēng, couvrant deux domaines supplémentaires de subsistance : l'éducation, la terre et les loisirs, et affirmant explicitement que Mínshēng ne devait être perçu comme un soutien ni au communisme ni au socialisme. L'historienne française de l'histoire chinoise, Marie-Claire Bergère, considère ce livre comme une œuvre de propagande. Son but est d'appeler à l'action plutôt qu'à la réflexion. Comme l'a déclaré Sun Yat-sen, un principe n'est pas simplement une idée ; c'est « une foi, un pouvoir ».

## Héritage
Les Trois Principes du Peuple ont été revendiqués comme fondement des idéologies du Kuomintang sous Tchang Kaï-chek, du Gouvernement national réorganisé de la Chine sous Wang Jingwei, et comme source d'inspiration du Parti communiste chinois sous Mao Zedong, qui a vu naître la « vieille démocratie ». Le Kuomintang et le Parti communiste chinois s'accordaient largement sur la signification du nationalisme, mais divergeaient profondément sur la notion de démocratie et de bien-être du peuple, que le premier concevait en termes sociaux-démocrates occidentaux, tandis que le second interprétait en termes marxistes et communistes. Le gouvernement collaborationniste japonais interprétait le nationalisme moins en termes d'anti-impérialisme que comme une coopération avec le Japon pour promouvoir des intérêts panasiatiques théoriques, mais typiquement japonais en pratique.

### République de Chine et Taïwan
Pendant la période de Nankin en République de Chine, le KMT a mis en place un dispositif national de censure dans le cadre de sa campagne culturelle « Arts des Trois Principes du Peuple ». Ce programme visait à censurer les produits culturels jugés indésirables par le KMT, tels que les œuvres d'artistes ou d'écrivains de gauche. Plusieurs établissements d'enseignement supérieur (départements/facultés universitaires et instituts d'études supérieures) à Taïwan se consacraient autrefois à la recherche et au développement des Trois Principes dans ce domaine. Depuis la fin des années 1990, ces instituts ont réorienté leurs activités afin d'intégrer d'autres théories politiques et ont changé de nom pour adopter une plus grande neutralité idéologique (comme l'Institut d'études démocratiques.
Outre ce phénomène institutionnel, de nombreuses rues et commerces de Taïwan portent le nom de « Sān-mín » ou celui d'un des trois principes. Contrairement à d'autres noms de rues d'origine politique, ces rues et institutions n'ont pas connu de renommage majeur dans les années 1990. Bien que le terme « Sanmin Zhuyi » (三民主義) soit moins explicitement invoqué depuis le milieu des années 1980, aucun parti politique n'a explicitement remis en cause ses principes par des pratiques sous la loi martiale, à l'exception des groupes du mouvement Tangwai, comme le Parti démocrate progressiste. Les Trois principes du peuple demeurent explicitement inscrits dans le programme du Kuomintang et dans la Constitution de la République de Chine.
Quant aux partisans de l'indépendance de Taïwan, certains s'opposent à l'engagement constitutionnel formel envers un ensemble particulier de principes politiques. Ils s'opposent également à l'endoctrinement obligatoire dans les écoles et les universités, qui a été progressivement aboli à la fin des années 1990. Cependant, il existe peu d'hostilité fondamentale envers les principes fondamentaux eux-mêmes. Dans ces milieux, les attitudes envers les Trois Principes du Peuple vont de l'indifférence à une réinterprétation des Trois Principes du Peuple dans un contexte taïwanais local plutôt que panchinois.

### République populaire de Chine
Les Trois Principes du Peuple ont été réinterprétés par le Parti communiste chinois (PCC) pour affirmer que le communisme en est la conclusion nécessaire et légitime ainsi le gouvernement communiste. Cette réinterprétation est communément appelée les Nouveaux Trois Principes du Peuple (新三民主义, également traduit par Néo-tridémisme), un terme inventé par Mao dans son essai de 1940 « Sur la Nouvelle Démocratie », dans lequel il affirmait que le PCC est un meilleur garant des Trois Principes du Peuple que le Parti nationaliste bourgeois et que les nouveaux trois principes consistent à s'allier aux communistes et aux Russes (Soviets) et à soutenir les paysans et les ouvriers. Les partisans des Trois nouveaux principes du peuple affirment souvent que l'ouvrage de Sun, Les Trois principes du peuple, reconnaît que les principes de bien-être sont intrinsèquement socialistes et communistes.
En réponse à une question d'un journaliste de Reuters en 1945, le président du PCC, Mao Zedong, déclarait : « Une Chine libre et démocratique sera un pays où tous les niveaux de gouvernement, jusqu'au gouvernement central, seront élus au suffrage universel, égal et secret, et seront responsables devant le peuple qui les a élus. Elle réaliserait les Trois principes du peuple de Sun Yat-sen, les principes de gouvernement du peuple, par le peuple et pour le peuple de Lincoln, et les Quatre libertés de Roosevelt. Elle garantira l'indépendance, l'unité, l'unification et la coopération du pays avec les puissances démocratiques. »

### Viêt Nam
La Ligue révolutionnaire du Vietnam était une union de divers groupes nationalistes vietnamiens, dirigés par le pro-chinois Việt Nam Quốc Dân Đảng. Le Việt Nam Quốc Dân Đảng, qui signifie « Kuomintang vietnamien » (ou « Parti nationaliste vietnamien »), était largement similaire au Kuomintang chinois d'origine. Son objectif déclaré était l'unité avec la Chine sous les Trois Principes du Peuple et l'opposition aux impérialistes japonais et français,. La Ligue révolutionnaire était dirigée par Nguyễn Hải Thần, né au Nord-Vietnam. Le général Zhang Fakui empêcha les communistes vietnamiens et Hô Chi Minh d'y adhérer, son objectif principal étant l'influence chinoise en Indochine. Le KMT utilisa ces nationalistes vietnamiens pendant la Seconde Guerre mondiale contre les forces japonaises.
La devise « Indépendance, Liberté, Bonheur » de la République démocratique du Vietnam et de la République socialiste du Vietnam, malgré son héritage politique communiste, était également inspirée des Trois Principes du Peuple.

### Tibet
Partisan du Kuomintang et de la République de Chine, le leader révolutionnaire khamba Pandatsang Rapga, fondateur du Parti pour l'amélioration du Tibet, adopta l'idéologie du Dr Sun, notamment les Trois Principes, les incorporant à son parti et s'inspirant de la doctrine de Sun pour sa vision du Tibet après avoir atteint son objectif de renverser le gouvernement tibétain.
Pandatsang Rapga saluait les Trois Principes pour leur contribution à la lutte des peuples asiatiques contre l'impérialisme étranger et appelait au renversement du système féodal. Rapga déclara : « Le Sanmin Zhuyi était destiné à tous les peuples sous domination étrangère, à tous ceux qui avaient été privés des droits de l'homme. Mais il a été conçu spécialement pour les Asiatiques. C'est pour cette raison que je l'ai traduit. À cette époque, de nombreuses idées nouvelles se répandaient au Tibet », lors d'un entretien avec Heather Stoddard en 1975. L'idéologie de Sun fut traduite en tibétain par Rapga.
Il pensait que le changement au Tibet ne serait possible que d'une manière similaire à celle du renversement de la dynastie Qing en Chine. Il emprunta les théories et idées du Kuomintang comme base de son modèle pour le Tibet. Le parti était financé par le Kuomintang et par la famille Pandatsang.

### Singapour
La création du Parti du pouvoir populaire en mai 2015 par l'opposant Goh Meng Seng marque la première fois dans la vie politique singapourienne contemporaine qu'un parti politique se forme avec les Trois Principes du peuple et son système à cinq pouvoirs, prônés par Sun Yat-Sen, comme idéologie directrice officielle.
Le Parti du pouvoir populaire a adapté ces idées en modifiant légèrement le concept des Cinq Pouvoirs afin de rester en phase avec les structures politiques et sociales contemporaines. L'accent est mis sur la séparation des Cinq Pouvoirs, ce qui implique naturellement la séparation de certaines institutions du contrôle de l'exécutif.
Le pouvoir de destitution (initialement placé sous le Yuan de contrôle) a été étendu à diverses institutions gouvernementales fonctionnelles contemporaines, notamment le Bureau d'enquête sur les pratiques de corruption, la Commission de défense des droits de l'homme, la Commission pour l'égalité des chances, la liberté de la presse et la liberté d'expression.
Le pouvoir d'examen a été adapté et modifié pour s'adapter au concept moderne de sélection des dirigeants politiques et des fonctionnaires. Cela implique des institutions telles que le Département des élections et la Commission de la fonction publique.
Le Parti du pouvoir populaire préconise que les institutions relevant de ces deux pouvoirs, à savoir le pouvoir de destitution et le pouvoir de sélection, soient placées sous la supervision du président élu de Singapour.